# Białoruś na Zimowych Igrzyskach Olimpijskich 1994
Reprezentacja Białorusi na Zimowych Igrzyskach Olimpijskich 1994 liczyła 33 zawodników – 21 mężczyzn i 12 kobiet, którzy wystąpili w siedmiu dyscyplinach sportowych. Reprezentanci tego kraju zdobyli łącznie dwa srebrne medale. Był to pierwszy start Białorusi na igrzyskach olimpijskich.
Najmłodszym zawodnikiem Białorusi na ZIO 1994 był Alaksandr Siniauski (16 lat i 349 dni), a najstarszym Wiktar Kamocki (30 lat i 314 dni).

## Zdobyte medale
| Medal  | Zawodnik             | Dyscyplina          | Konkurencja     |
| ------ | -------------------- | ------------------- | --------------- |
| Srebro | Ihar Żalazouski      | Łyżwiarstwo szybkie | 1000 m mężczyzn |
| Srebro | Swiatłana Paramyhina | Biathlon            | Sprint kobiet   |

## Wyniki reprezentantów Białorusi

### Biathlon

#### Kobiety
| Zawodnik                                                                  | Konkurencja       | Czas      | Ilość pudeł | Pozycja | Źródło |
| ------------------------------------------------------------------------- | ----------------- | --------- | ----------- | ------- | ------ |
| Swiatłana Paramyhina                                                      | Sprint            | 26:09.9   | 2 (2+0)     | srebro  | [ 1 ]  |
| Iryna Kakujewa                                                            | Sprint            | 26:38.4   | 2 (0+2)     | 6.      | [ 1 ]  |
| Natalla Piermiakowa                                                       | Sprint            | 28:26.9   | 4 (2+2)     | 38.     | [ 1 ]  |
| Ludmiła Łysienka                                                          | Sprint            | 29:23.9   | 3 (2+1)     | 50.     | [ 1 ]  |
| Swiatłana Paramyhina                                                      | Bieg indywidualny | 53:21.3   | 4 (3+1+0+0) | 4.      | [ 2 ]  |
| Natalla Piermiakowa                                                       | Bieg indywidualny | 53:59.2   | 2 (1+1+0+0) | 7.      | [ 2 ]  |
| Iryna Kakujewa                                                            | Bieg indywidualny | 56:12.0   | 6 (1+3+1+1) | 28.     | [ 2 ]  |
| Natalja Ryżenkowa                                                         | Bieg indywidualny | 59:26.9   | 9 (2+3+1+3) | 49.     | [ 2 ]  |
| Iryna Kakujewa Natalla Piermiakowa Natalja Ryżenkowa Swiatłana Paramyhina | Sztafeta          | 1:54:55.1 | 8           | 6.      | [ 3 ]  |

#### Mężczyźni
| Zawodnik                                                      | Konkurencja       | Czas      | Ilość pudeł | Pozycja | Źródło |
| ------------------------------------------------------------- | ----------------- | --------- | ----------- | ------- | ------ |
| Alaksandr Papou                                               | Sprint            | 29:38.5   | 0 (0+0)     | 10.     | [ 4 ]  |
| Aleh Ryżenkau                                                 | Sprint            | 30:11.0   | 3 (2+1)     | 17.     | [ 4 ]  |
| Wiktor Majgurow                                               | Sprint            | 31:09.2   | 3 (2+1)     | 37.     | [ 4 ]  |
| Ihar Chachrakou                                               | Sprint            | 31:50.7   | 4 (1+3)     | 45.     | [ 4 ]  |
| Alaksandr Papou                                               | Bieg indywidualny | 57:53.1   | 0 (0+0+0+0) | 4.      | [ 5 ]  |
| Wiktor Majgurow                                               | Bieg indywidualny | 1:00:42.7 | 4 (1+1+1+1) | 23.     | [ 5 ]  |
| Wadzim Saszuryn                                               | Bieg indywidualny | 1:01:09.8 | 2 (2+0+0+0) | 28.     | [ 5 ]  |
| Jauhen Ried´kin                                               | Bieg indywidualny | 1:03:34.9 | 6 (2+1+2+1) | 53.     | [ 5 ]  |
| Wiktor Majgurow Ihar Chachrakou Aleh Ryżenkau Alaksandr Papou | Sztafeta          | 1:32:57.2 | 0           | 4.      | [ 6 ]  |

### Biegi narciarskie

#### Kobiety
| Zawodniczka                                                        | Konkurencja             | Strata na starcie | Czas      | Pozycja | Źródło |
| ------------------------------------------------------------------ | ----------------------- | ----------------- | --------- | ------- | ------ |
| Alena Sinkiewicz                                                   | 5 km stylem klasycznym  | —                 | 15:50.2   | 34.     | [ 7 ]  |
| Ludmiła Didielawa                                                  | 5 km stylem klasycznym  | —                 | 15:57.7   | 36.     | [ 7 ]  |
| Alena Pirajnen                                                     | 5 km stylem klasycznym  | —                 | 16:25.0   | 44.     | [ 7 ]  |
| Switłana Kamocka                                                   | 5 km stylem klasycznym  | —                 | 16:25.8   | 45.     | [ 7 ]  |
| Ludmiła Didielawa                                                  | Bieg łączony (5+10 km)  | +1:49             | 33:47.9   | 45.     | [ 8 ]  |
| Alena Pirajnen                                                     | Bieg łączony (5+10 km)  | +2:17             | 34:06.4   | 49.     | [ 8 ]  |
| Alena Sinkiewicz                                                   | Bieg łączony (5+10 km)  | +2:44             | DNF       | DNF     | [ 8 ]  |
| Alena Sinkiewicz                                                   | 15 km stylem dowolnym   | —                 | 45:45.4   | 33.     | [ 9 ]  |
| Switłana Kamocka                                                   | 15 km stylem dowolnym   | —                 | 47:56.5   | 50.     | [ 9 ]  |
| Alena Pirajnen                                                     | 15 km stylem dowolnym   | —                 | 48:45.3   | 51.     | [ 9 ]  |
| Alena Sinkiewicz                                                   | 30 km stylem klasycznym | —                 | 1:31:47.8 | 22.     | [ 10 ] |
| Switłana Kamocka                                                   | 30 km stylem klasycznym | —                 | 1:36:51.0 | 44.     | [ 10 ] |
| Alena Pirajnen Switłana Kamocka Ludmiła Didielawa Alena Sinkiewicz | Sztafeta 4 × 5 km       | —                 | 1:04:25.8 | 14.     | [ 11 ] |

#### Mężczyźni
| Zawodnik                                                             | Konkurencja             | Strata na starcie | Czas      | Pozycja | Źródło |
| -------------------------------------------------------------------- | ----------------------- | ----------------- | --------- | ------- | ------ |
| Wiktar Kamocki                                                       | 10 km stylem klasycznym | —                 | 26:22.6   | 28.     | [ 12 ] |
| Wiaczasłau Płaksunou                                                 | 10 km stylem klasycznym | —                 | 27:12.1   | 53.     | [ 12 ] |
| Ihar Obuchou                                                         | 10 km stylem klasycznym | —                 | 27:29.2   | 62.     | [ 12 ] |
| Siarhiej Dalidowicz                                                  | 10 km stylem klasycznym | —                 | 28:02.8   | 70.     | [ 12 ] |
| Wiaczasłau Płaksunou                                                 | Bieg łączony (10+15 km) | +2:52             | 40:15.2   | 21.     | [ 13 ] |
| Ihar Obuchou                                                         | Bieg łączony (10+15 km) | +3:09             | 42:33.5   | 46.     | [ 13 ] |
| Siarhiej Dalidowicz                                                  | Bieg łączony (10+15 km) | +3:42             | 43:10.5   | 51.     | [ 13 ] |
| Wiaczasłau Płaksunou                                                 | 30 km stylem dowolnym   | —                 | 1:18:57.7 | 27.     | [ 14 ] |
| Wiktar Kamocki                                                       | 30 km stylem dowolnym   | —                 | 1:19:47.7 | 31.     | [ 14 ] |
| Siarhiej Dalidowicz                                                  | 30 km stylem dowolnym   | —                 | 1:20:36.5 | 37.     | [ 14 ] |
| Wasil Harbaczou                                                      | 30 km stylem dowolnym   | —                 | 1:24:17.9 | 57.     | [ 14 ] |
| Wiktar Kamocki                                                       | 50 km stylem klasycznym | —                 | 2:15:02.9 | 21.     | [ 15 ] |
| Ihar Obuchou                                                         | 50 km stylem klasycznym | —                 | 2:17:08.4 | 25.     | [ 15 ] |
| Wasil Harbaczou                                                      | 50 km stylem klasycznym | —                 | 2:21:31.3 | 43.     | [ 15 ] |
| Ihar Obuchou Wiktar Kamocki Siarhiej Dalidowicz Wiaczasłau Płaksunou | Sztafeta 4x10 km        | —                 | 1:49:23.7 | 12.     | [ 16 ] |

### Kombinacja norweska

#### Mężczyźni
| Zawodnik            | Konkurencja | Skoki na normalnej skoczni | Skoki na normalnej skoczni | Skoki na normalnej skoczni | Skoki na normalnej skoczni | Skoki na normalnej skoczni | Skoki na normalnej skoczni | Bieg pościgowy na 15 km | Bieg pościgowy na 15 km | Bieg pościgowy na 15 km | Pozycja końcowa | Źródło |
| Zawodnik            | Konkurencja | Skok 1                     | Skok 1                     | Skok 2                     | Skok 2                     | Suma punktów               | Pozycja                    | Strata na początku      | Czas netto              | Pozycja                 | Pozycja końcowa | Źródło |
| Zawodnik            | Konkurencja | Wynik                      | Punkty                     | Wynik                      | Punkty                     | Suma punktów               | Pozycja                    | Strata na początku      | Czas netto              | Pozycja                 | Pozycja końcowa | Źródło |
| ------------------- | ----------- | -------------------------- | -------------------------- | -------------------------- | -------------------------- | -------------------------- | -------------------------- | ----------------------- | ----------------------- | ----------------------- | --------------- | ------ |
| Siarhiej Zacharanka | Gundersen   | 72 m                       | 75,5 pkt                   | 69 m                       | 71 pkt                     | 146,5 pkt                  | 50.                        | +11:10                  | 42:34.3                 | 41.                     | 50.             | [ 17 ] |

### Łyżwiarstwo figurowe

#### Soliści
| Zawodnik           | Program krótki          | Program krótki | Program krótki | Program dowolny         | Program dowolny | Program dowolny | Suma punktów | Pozycja | Źródło |
| Zawodnik           | Oceny                   | Pozycja        | Punkty         | Oceny                   | Pozycja         | Punkty          | Suma punktów | Pozycja | Źródło |
| ------------------ | ----------------------- | -------------- | -------------- | ----------------------- | --------------- | --------------- | ------------ | ------- | ------ |
| Alaksandr Muraszka | 7 sędziów – 24+ pozycja | 24.            | 12 pkt         | 8 sędziów – 23+ pozycja | 23.             | 23 pkt          | 35 pkt       | 23.     | [ 18 ] |

#### Pary sportowe
| Zawodnik                         | Program krótki          | Program krótki | Program krótki | Program dowolny         | Program dowolny | Program dowolny | Suma punktów | Pozycja | Źródło |
| Zawodnik                         | Oceny                   | Pozycja        | Punkty         | Oceny                   | Pozycja         | Punkty          | Suma punktów | Pozycja | Źródło |
| -------------------------------- | ----------------------- | -------------- | -------------- | ----------------------- | --------------- | --------------- | ------------ | ------- | ------ |
| Alena Hryhorjeua Siarhiej Szejko | 9 sędziów – 18+ pozycja | 18.            | 9 pkt          | 9 sędziów – 17+ pozycja | 17.             | 17 pkt          | 26 pkt       | 17.     | [ 19 ] |

#### Pary taneczne
| Zawodnik                        | 1. taniec obowiązkowy   | 1. taniec obowiązkowy | 1. taniec obowiązkowy | 2. taniec obowiązkowy   | 2. taniec obowiązkowy | 2. taniec obowiązkowy | Taniec oryginalny       | Taniec oryginalny | Taniec oryginalny | Program dowolny         | Program dowolny | Program dowolny | Suma punktów | Pozycja | Źródło |
| Zawodnik                        | Oceny                   | Pozycja               | Punkty                | Oceny                   | Pozycja               | Punkty                | Oceny                   | Pozycja           | Punkty            | Oceny                   | Pozycja         | Punkty          | Suma punktów | Pozycja | Źródło |
| ------------------------------- | ----------------------- | --------------------- | --------------------- | ----------------------- | --------------------- | --------------------- | ----------------------- | ----------------- | ----------------- | ----------------------- | --------------- | --------------- | ------------ | ------- | ------ |
| Tacciana Nawka Samwieł Hiezalan | 6 sędziów – 11+ pozycja | 11.                   | 2,2 pkt               | 5 sędziów – 10+ pozycja | 19.                   | 2,2 pkt               | 9 sędziów – 11+ pozycja | 11.               | 6,6 pkt           | 7 sędziów – 11+ pozycja | 11.             | 11 pkt          | 22 pkt       | 11.     | [ 20 ] |

### Łyżwiarstwo szybkie

#### Mężczyźni
| Zawodnik           | Konkurencja | Czas    | Pozycja | Źródło |
| ------------------ | ----------- | ------- | ------- | ------ |
| Ihar Żalazouski    | 500 m       | 36.73   | 10.     | [ 21 ] |
| Ihar Żalazouski    | 1000 m      | 1:12.72 | srebro  | [ 22 ] |
| Witalij Nowiczenko | 1500 m      | 1:57.50 | 35.     | [ 23 ] |
| Witalij Nowiczenko | 5000 m      | 7:17.55 | 32.     | [ 24 ] |

### Narciarstwo dowolne

#### Kobiety
| Zawodnik             | Konkurencja        | Eliminacje     | Eliminacje     | Eliminacje | Eliminacje | Finał          | Finał          | Finał      | Finał   | Źródlo |
| Zawodnik             | Konkurencja        | Punkty za skok | Punkty za skok | Suma       | Pozycja    | Punkty za skok | Punkty za skok | Suma       | Pozycja | Źródlo |
| Zawodnik             | Konkurencja        | 1              | 2              | Suma       | Pozycja    | 1              | 2              | Suma       | Pozycja | Źródlo |
| -------------------- | ------------------ | -------------- | -------------- | ---------- | ---------- | -------------- | -------------- | ---------- | ------- | ------ |
| Natalija Szerstniowa | Skoki akrobatyczne | 79,02 pkt      | 73,08 pkt      | 152,1 pkt  | 5. (Q)     | 72,06 pkt      | 63,47 pkt      | 135,53 pkt | 10.     | [ 25 ] |

#### Mężczyźni
| Zawodnik           | Konkurencja      | Eliminacje | Eliminacje | Eliminacje | Finał | Finał  | Finał   | Źródło |
| Zawodnik           | Konkurencja      | Czas       | Punkty     | Pozycja    | Czas  | Punkty | Pozycja | Źródło |
| ------------------ | ---------------- | ---------- | ---------- | ---------- | ----- | ------ | ------- | ------ |
| Aleksandr Pienigin | Jazda po muldach | 27.98      | 19,41 pkt  | 28.        | NQ    | NQ     | NQ      | [ 26 ] |

| Zawodnik            | Konkurencja        | Eliminacje     | Eliminacje     | Eliminacje | Eliminacje | Finał          | Finał          | Finał      | Finał   | Źródlo |
| Zawodnik            | Konkurencja        | Punkty za skok | Punkty za skok | Suma       | Pozycja    | Punkty za skok | Punkty za skok | Suma       | Pozycja | Źródlo |
| Zawodnik            | Konkurencja        | 1              | 2              | Suma       | Pozycja    | 1              | 2              | Suma       | Pozycja | Źródlo |
| ------------------- | ------------------ | -------------- | -------------- | ---------- | ---------- | -------------- | -------------- | ---------- | ------- | ------ |
| Aleksiej Parfienkow | Skoki akrobatyczne | 115,7 pkt      | 112,79 pkt     | 228,49 pkt | 1. (Q)     | 91 pkt         | 87,48 pkt      | 178,48 pkt | 12.     | [ 27 ] |
| Wasil Warabjou      | Skoki akrobatyczne | 98,61 pkt      | 90,31 pkt      | 188,92 pkt | 13.        | NQ             | NQ             | NQ         | NQ      | [ 27 ] |

### Skoki narciarskie

#### Mężczyźni
| Zawodnik            | Konkurencja       | 1. seria | 1. seria | 1. seria | 2. seria | 2. seria | Suma punktów | Pozycja | Źródło |
| Zawodnik            | Konkurencja       | Wynik    | Punkty   | Pozycja  | Wynik    | Punkty   | Suma punktów | Pozycja | Źródło |
| ------------------- | ----------------- | -------- | -------- | -------- | -------- | -------- | ------------ | ------- | ------ |
| Alaksandr Siniauski | Skocznia normalna | 81 m     | 93,5 pkt | 44.      | 76,5 pkt | 85,5 pkt | 179 pkt      | 38.     | [ 28 ] |
| Alaksandr Siniauski | Skocznia duża     | 74 m     | 22,7 pkt | 57.      | 85,5 m   | 46,9 pkt | 69,6 pkt     | 54.     | [ 29 ] |